# Širokopojasne mreže
Termin širokopojasnih mreža (engl. broadband) se odnosi na bilo koji tip transmisione tehnike koja prenosi nekoliko kanala podataka putem zajedničke linije. DSL servis, na primer, kombinuje zasebne kanale za prenos zvuka i podataka preko jedne telefonske linije. U DSL-u, zvuk popunjava niski kraj frekventnog spektra, dok se podaci prenose na visokim frekvencijama. Definicija se može svesti na mreže čiji je kapacitet veći od 2 Mb/s. Razvojem tehnologije ta definicija se menja i može se smatrati da je protok od 5Mb/s dobar pokazatelj razvijenosti mreže neke države.
Pojam širokopojasni je relativan. Znači širi propusni opseg kanala, veću nosivost informacija, uz isti kvalitet kanala. Na primer, u radiju je za Morzeov kod potreban vrlo uzan opseg signala, dok je širi opseg zvuk. Za muziku visokih audio frekvencija koje su potrebne za realnu reprodukciju zvuka, koristi se još širi opseg signala. TV antena se može opisati kao broadband, jer je u stanju da prima širok spektar kanala. Termin broadband odnosi se na širokopojasni propusni opseg prenosnog medijuma i sposobnost da se istovremeno prenosi više signala i vrsta saobraćaja. Pre pronalaska kućnog širokopojasnog pristupa, dial-up pristup internetu je bio jedino sredstvo za pristup Internetu.

## Spoljašnje veze
- [https://web.archive.org/web/20051023102901/http://www.alcatel.com/publications/abstract.jhtml?repositoryItem=tcm%3A172-220681635